# Кобяково (Татарстан)
Кобяково — село в Пестречинском районе Татарстана. Административный центр и единственный населённый пункт Кобяковского сельского поселения.

## География
Находится в северо-западной части Татарстана, на расстоянии 26 км на северо-восток по прямой от районного центра — села Пестрецы, у речки Щира.

## История
Известно с времен Казанского ханства. 
В XVIII — первой половине XIX века жители относились к сословию государственных крестьян. Их основные занятия в этот период — земледелие и разведение скота.
В начале XX века в селе действовали мечеть, хлебозапасный магазин, мелочная лавка. В 1914 год было открыто медресе. В этот период земельный надел сельской общины составлял 693 десятины.
До 1920 года село входило в Аркатовскую волость Лаишевского уезда Казанской губернии. С 1920 года в составе Лаишевского, с 1927 — Арского кантонов ТАССР. С 10 августа 1930 года в Пестречинском районе.
В 1930 году (по другим сведениям, в 1933 г.) в селе был образован колхоз. С 1995 года коллективное предприятие им. Тукая, с 1997 года сельскохозяйственный производственный кооператив им. Тукая, с 2005 года общество с ограниченной ответственностью «Агрофирма им. Тукая», в 2007 году реорганизовано в общество с ограниченной ответственностью «Авангард», с 2009 года общество с ограниченной ответственностью «Племенное хозяйство «Герефорд».

## Население
| 1782 | 1859 | 1897 | 1908 | 1920 | 1926 | 1949 | 1958 | 1970 | 1979 | 1989 | 2002 | 2010 | 2021 |
| ---- | ---- | ---- | ---- | ---- | ---- | ---- | ---- | ---- | ---- | ---- | ---- | ---- | ---- |
| 42   | 228  | 338  | 409  | 420  | 436  | 433  | 351  | 365  | 355  | 283  | 283  | 242  | 200  |

Национальный состав села — татары.

## Экономика
Жители занимаются преимущественно растениеводством, животноводством.

## Инфраструктура
В селе действуют начальная школа (с 1922 г.), дом культуры (с 1976 г.), библиотека (с 1991 г.), фельдшерско-акушерский пункт.

## Религия
Мечеть (с 1992 г.).